# Michael Seiler
Michael Seiler (* 5. November 1939 in Berlin) ist ein deutscher Gartenhistoriker. Seiler hat sich besonders einen Namen als Erforscher und Wiederhersteller von Gartenanlagen Peter Joseph Lennés in Klein-Glienicke und auf der Pfaueninsel gemacht und war Gartendirektor der Stiftung Preußische Schlösser und Gärten Berlin-Brandenburg.

## Leben
Seiler studierte Vermessungstechnik an der Staatlichen Ingenieurschule für Bauwesen Berlin und war ab 1963 für den Senator für Bau- und Wohnungswesen als Vermessungsingenieur tätig. Ab 1971 arbeitete er als Fachlehrer an der Otto Bartning-Schule, Berufsschule und Fachoberschule für das Baugewerbe auf der Zitadelle Spandau.
1978/79 nahm er für die Gartendenkmalpflege Berlin Grabungen und Untersuchungen im Pleasureground des Parks Klein-Glienicke vor, denen umfangreiches Quellenstudium vorausgegangen war. Hierauf basierten die im Folgenden vorgenommenen Wiederherstellungsarbeiten der Gartendenkmalpflege.
Bereits 1977 hatte Seiler ein Studium der Garten- und Landschaftsgestaltung an der Technischen Universität Berlin aufgenommen, das er 1986 mit einer Diplomarbeit über das Palmenhaus auf der Pfaueninsel abschloss.
1979 wurde er auf Betreiben Martin Sperlichs zur Verwaltung der Staatlichen Schlösser und Gärten Berlin versetzt als Leiter der Dienststelle Pfaueninsel. Parallel führte Seiler seine universitären Studien fort und schloss sie 1986 (im gleichen Jahr seiner Diplomarbeit) mit der Promotion an der Hochschule der Künste Hamburg (Fachbereich Architektur) ab. Seine Dissertation hat den Titel Die Entwicklungsgeschichte des Landschaftsgartens Klein-Glienicke 1796-1883.
Umfänglich war Seilers Tätigkeit im Landschaftsgarten Pfaueninsel. Im Vorfeld des Lenné-Jubiläums 1989 wurden beispielsweise nach gartenarchäologischen Grabungen der Bereich des Schaukelweges und das Rosarium rekonstruiert.
1989 begann Seiler seine Lehrtätigkeit als Honorarprofessor im Fachbereich Geschichtswissenschaften an der Freien Universität Berlin.
Bei Bildung der Stiftung Preußische Schlösser und Gärten Berlin-Brandenburg, 1995, wurde Seiler Gartendirektor. Zehn Jahre führte er erfolgreich die Wiederherstellungen der Parkanlagen, besonders der durch die DDR-Grenzanlagen zerstörten Bereiche in Babelsberg, Sacrow und im Neuen Garten fort.
Am 14. September 2000 verlieh ihm die Bayerische Akademie der Schönen Künste den Sckell-Ring.
Ende 2004 trat Seiler in den Ruhestand und erhielt am 22. November 2005 aus der Hand des Ministerpräsidenten Matthias Platzeck das Verdienstkreuz am Bande für seine Verdienste um das Potsdamer UNESCO-Welterbe.
Im Jahr 2003 übernahm Seiler den Vorsitz der Pückler-Gesellschaft, an deren Neugründung er 1979 beteiligt war. In dieser ist er nach wie vor aktiv.
In den Jahren 2014 bis 2018 begleitete Seiler beratend Rekonstruktionsmaßnahmen im Landschaftsgarten Klein-Glienicke, über dessen Entwicklungsgeschichte er 1986 seine Dissertation vorlegte.
Seiler wurde vom Verein für die Geschichte Berlins 2021 für sein Lebenswerk mit der Fidicin-Medaille geehrt. Zusätzlich pflanzte der Vorsitzende, Manfred Uhlitz, am 2. Dezember 2020 gemeinsam mit Seiler und seiner Ehefrau im Ergänzungs-Rosengarten der Pfaueninsel einen Michaels-Maulbeerbaum zu Ehren ihres Mitglieds.

## Schriften
- mit Martin Sperlich: Schloß und Park Glienicke. Berlin 1977 (Zehlendorfer Chronik. 1/77).
- Neue Untersuchungen zur ursprünglichen Gestaltung und zur Wiederherstellung des Pleasuregrounds von Klein-Glienicke, In: Detlef Heikamp (Hrsg.): Schlösser, Gärten, Berlin. Festschrift für Martin Sperlich zum 60. Geburtstag 1979. Wasmuth, Tübingen 1980, S. 107–130.
- Zur Gehölzverwendung bei P. J. Lenné. In: Das Gartenamt. 1982, S. 366–377.
- mit  Martin Sperlich: Schloß und Park Glienicke. Berlin 1987 (Zehlendorfer Chronik 6/87).
- Das Palmenhaus auf der Pfaueninsel: Geschichte seiner baulichen und gärtnerischen Gestaltung. Haude & Spener, Berlin 1989.
- mit Jörg Wacker: Insel Potsdam. Ein kulturhistorischer Begleiter durch die Potsdamer Parklandschaft. Nishen, Berlin 1991.
- Die Pfaueninsel. 1793–1993. Neu hrsg. zum 200. Gartenjubiläum. Verwaltung der Staatlichen Schlösser und Gärten, Berlin 1993.
- Adel verpflichtet! Die Berliner Vorstadt und die Sichtverbindungen der Gärten. In: Sabine Bohle-Heintzenberg, Manfred Hamm: Die Berliner Vorstadt: Geschichte und Architektur eines Potsdamer Stadtteils. Nicolai, Berlin 1995, S. 154–160.
- Der Kaiser und die Zeder auf der Pfaueninsel. Pückler-Gesellschaft, Berlin 1998.
- Inszenierte Landschaften: Blicke ins preussische Arkadien. Transit, Berlin 1999.
- Die Pfaueninsel. 2., neubearb. Auflage, Potsdam 2000.
- Nichts gedeiht ohne Pflege. Die Potsdamer Parklandschaft und ihre Gärtner. Potsdam 2001.
- Stiftung Preußische Schlösser und Gärten Berlin-Brandenburg (Hrsg.): Preußisch Grün. Hofgärtner in Brandenburg-Preußen. Henschel, Leipzig 2004.
- Stiftung Preußische Schlösser und Gärten Berlin-Brandenburg (Hrsg.): Wege zum Garten – [Festschrift] gewidmet Michael Seiler zum 65. Geburtstag. Koehler und Amelang, Leipzig 2004.
- mit Michael Niedermeier (Red.): Die Gärten von Ermenonville. Pückler-Gesellschaft, Berlin 2007.
- Landschaftsgarten Pfaueninsel. Geschichte seiner Gestaltung und Erhaltung. VDG, Weimar 2020.